# Terme di Massaciuccoli
Massaciuccoli è una frazione del comune di Massarosa, in provincia di Lucca. L'interesse storico-scientifico del sito è testimoniata dal rinvenimento del complesso residenziale e produttivo appartenente alla famiglia dei Venulei. Massaciuccoli diviene oggi cantiere per una complessa cultura della tutela, dove le evidenze archeologiche coesistono con le aree protette facenti parte del parco naturale Migliarino San Rossore - Massaciuccoli. Si configura come un'area collinare di notevole pregio ambientale e con evidenze storiche che coprono un arco di tempo vastissimo dal paleolitico medio al secolo scorso.

## Gli scavi
Le prime scoperte archeologiche risalgono al 1756 ma i risultati sono scarsi. Nel 1770 vengono riorganizzate alcune indagini e viene ritrovata una fistula acquaria. Tuttavia, il primo segno di un interesse pubblico intorno alle antichità di Massaciuccoli si data al 1819 per volontà di Maria Luisa di Borbone.
L'attenzione delle Istituzioni, al più alto livello, si ripeterà ancora nel XX secolo all'inizio degli anni Venti, con l'esplorazione intrapresa dalla Soprintendenza (allora alle Antichità dell'Etruria) nel piazzale su cui sorge la Pieve di San Lorenzo e nella terrazza sottostante, tra i muri eccezionalmente monumentali delle “Terme”. Negli anni Trenta, uno scavo d'emergenza lungo via Pietra a Padule, rinviene il settore occidentale di un altro complesso, con balneum e mosaici, interpretato come parte di una villa romana.
È il Comune di Massarosa che negli anni 2000 si fa promotore del prosieguo dei lavori. Nel 2004 le indagini preventive alla costruzione di un nuovo Museo sul sito della Scuola elementare già dismessa, posta su un alto terrazzo a monte di via Pietra a Padule, mettono in evidenza l'estensione dell'area occupata da strutture di epoca romana e determinano un mutamento di rotta. Si sceglie di musealizzare il complesso a valle della via Pietra a Padule sotto un Padiglione costruito nel 2007. Nel frattempo, il sito destinato a Museo si trasforma in un cantiere finalizzato all'esplorazione dell'area dove i sondaggi preventivi (2006) restituiscono sicuri indizi della parte nord‐orientale dello stesso complesso edilizio scoperto negli anni Trenta. Successivamente, gli studi che affrontano l'interpretazione delle “Terme” sulla collina e della “Villa” ai suoi piedi rivoluzionano le letture precedenti e rivelano relazioni a vari livelli tra i due complessi: con questi presupposti vengono avviate le indagini del 2006‐2009 e quella del 2011-2012. Obiettivo di queste ultime campagne è stato ricostruire gli avvenimenti, dalla costruzione dell'impianto fino al suo completo abbandono, scandendone cronologicamente i momenti salienti, cercare di ridisegnare gli spazi che caratterizzavano l'edificio e comprenderne le funzioni.

## La storia

### Massaciuccoli preromana
Ciò che rimane del periodo più antico attestato nell'area di scavo sono resti di strutture irregolari e ormai difficilmente leggibili, che assieme ai pochi frammenti ceramici rinvenuti permettono di collocare il primo periodo di utilizzo in un generico momento compreso tra il VII e il IV secolo a.C.
Nonostante l'assenza di elementi certi, la storia del sito di Massaciuccoli comincia con strutture, probabilmente capanne, costruite in materiali deperibili quali terra, paglia e legno collocate sopra ad un deposito privo di ulteriori tracce antropiche. In un momento successivo, anch'esso di difficile interpretazione, sui resti di parte delle fondazioni delle strutture appena descritte si costruisce un edificio in pietra con andamento curvilineo, identificata in struttura abitativa o difensiva, ma tali ipotesi sono ancora aperte nell'attesa che emergano nuovi dati.

### Massaciuccoli romana
Le prime tracce dell'occupazione di epoca romana corrispondono ai resti di un edificio in muratura databile attorno al I secolo a.C., localizzato nel settore nord-orientale dell'area di scavo. Le strutture rinvenute sono riferibili ad un edificio con un unico vano, forse un rustico isolato oppure parte di un edificio più ampio che si estendeva a nord, oltre il limite dell'area di scavo. Questo rimane in uso fino agli inizi del I secolo d.C. quando si procede alla riorganizzazione dell'area attraverso l'impianto di un esteso complesso rustico connesso allo sfruttamento agricolo.
L'équipe di archeologi ha messo in luce una struttura più complessa: ai resti monumentali della villa dell'otium dei Venulei si aggiungono anche resti di strutture produttive. Si vengono così a delineare due aspetti importanti della vita: l’otium e il negotium. L'area archeologica “Massaciuccoli romana” si divide quindi in due complessi principali: in alto sulla collina i resti monumentali della villa dell'otium con le terme; in basso, diviso in due sezioni dalla strada moderna, l'“edificio con mosaico”. Benché manchino elementi per risalire alla data di costruzione, non si esclude la contemporaneità dei complessi e si ipotizza una funzione “di servizio” dell'edificio in basso rispetto a quello sulla collina. Con le ultime ricerche si è riusciti a restituire il complesso nella sua diacronia, ovvero nella sequenza di momenti che vedono la nascita, lo sviluppo, le trasformazioni, il declino e il riuso, fino al seppellimento.

#### La villa dei Venulei
Salendo alla Pieve di San Lorenzo sono visibili i resti monumentali della villa costruita dalla famiglia etrusca dei Venulei, che nei secoli I e II d.C. sono una delle più importanti famiglie di Pisa. Lo sviluppo della villa e il lussuoso apparato ornamentale riflettono le fortune economiche e politiche dei suoi ricchi proprietari che da Pisa o da Roma, dove svolgevano le loro attività, qui venivano a trascorrere i periodi di otium.
Due iscrizioni attestano il legame dei Venulei con Massaciuccoli. La prima è un bollo su una conduttura in piombo rinvenuta nella villa, la seconda iscrizione è anch'essa un bollo su un laterizio rinvenuto nell'edificio con mosaico.
Costruita agli inizi del I secolo d.C., tra il I e il II secolo d.C. la villa subisce restauri e lavori di ampliamento che accentuano il carattere scenografico del complesso monumentale. Sul terrazzo superiore, successivamente occupato dalla Pieve di San Lorenzo, era collocata la parte residenziale della villa. Nel piazzale antistante la chiesa si presuppone vi fosse collocato il castellum acquae, ovvero il serbatoio generale nel quale venivano raccolte le acque che alimentavano il ninfeo posto a metà tra le due terrazze e l'impianto termale nella terrazza inferiore.

#### Le terme
Nella terrazza inferiore si articolavano i vari ambienti dell'edificio termale. La pianta non ha una disposizione regolare per cui si presume abbia subito modificazioni ed ampliamenti rispetto all'edificio iniziale.

L'ingresso principale, molto probabilmente collocato sul lato sud, si affacciava su una vasta sala di pianta rettangolare dalla quale si accedeva ad altre stanze che conducevano agli ambienti principali dell'impianto: frigidarium, tepidarium, calidarium e alla grande sala centrale.
Il grande salone centrale, anch'esso di forma rettangolare, presentava muri formati da mattoni di grandi dimensioni che si levavano fino al soffitto a volta e pavimento con dettagli romboidali e triangolari di marmo giallo antico; si attesta nella sala la presenza di nicchie absidate rivestite da lastre in marmo contenenti statue.
Ambienti secondari presenti erano: la sala massaggi, il vestibolo, la latrina ed altri adibiti a contenere la calida lavatio (vasca per il bagno caldo) e il praefurnium (forno in cui si produceva aria calda ad altissima temperatura).
Il sistema di riscaldamento della cella calidaria prevedeva l'utilizzo di tubuli fittili che attraversavano le intercapedini dei pavimenti e dei muri; questo sistema era così efficiente che negli ambienti più caldi la temperatura raggiungeva anche i 50-60 °C.

#### L'area funzionale
Un nuovo edificio, probabilmente dipendenza della villa d’otium accostata alla famiglia pisana dei Venulei, viene impostato poco più in basso e articolato in quartieri funzionali ripartiti al loro interno e con destinazioni d'uso diversificate.
Una serie di ambienti sono distribuiti attorno ad un ampio cortile porticato con giardino centrale e munito di due canalizzazioni lungo il perimetro (una per raccogliere e smaltire le acque meteoriche, l'altra per drenare l'umidità dai vani). Il cortile è configurato come un'area di transito e di comunicazione tra i vani, nonché come area di lavoro per attività di cui non è però possibile accertare la natura.
Nella parte centro settentrionale si sviluppano una serie di ambienti funzionali allo svolgimento delle attività quotidiane: un granaio, magazzini, rimesse per attrezzi e piccoli ambienti forse ricovero per lavoranti. A nord, un grande vano è ripartito in diverse zone funzionali mediante pavimentazioni differenti e tramezzi. Le caratteristiche morfologiche e tipologiche lasciano ipotizzare la presenza di un torchio oleario o vinario.
Sul lato sud-orientale del cortile centrale si affacciano un'ampia cucina ed una stanza pavimentata, forse utilizzata come stanza da letto (cubiculum). Una muratura perimetrale evidenzia la netta separazione del quartiere produttivo dal grande cortile centrale.
Tra l'età claudiana e la fine del I secolo d.C. si registra il secondo rinnovamento dell'impianto con una serie di modifiche nella ripartizione e nella funzionalità degli spazi interni.
La porzione maggiormente interessata è quella settentrionale dove il grande ambiente in cui si ipotizza la presenza di un torchio viene smantellato e suddiviso in vani più piccoli; il porticato nord si trasforma in cortile scoperto dove si svolgono attività connesse all'uso del fuoco; i piccoli ambienti affacciati sul cortile vengono accorpati ottenendo vani di servizio più ampi.
Sul limite orientale dell'area si ipotizza l'esistenza di una grande cisterna per la raccolta dell'acqua.
È credibile supporre che la parte residenziale dell'edificio si articolasse lungo i lati est, sud e
ovest del cortile, dove doveva anche trovarsi l'ingresso principale. In questa fase si attesta anche la costruzione di un piccolo circuito termale (balneum) nella porzione di edificio ad ovest di via Pietra Padule.
Nel II secolo d.C. un probabile evento traumatico provoca il crollo di parte delle murature che vengono ristrutturate. Ciò comporta una nuova ripartizione degli spazi con la creazione di vani più ampi e la creazione di un'area destinata al culto (sacellum) che si apre sul cortile centrale. La nuova organizzazione sembra trasformare la vocazione dell'edificio, che adesso potrebbe essere utilizzato come struttura di accoglienza (mansio).
A nord rimangono i vani adibiti alle attività produttive (legate all'allevamento e all'agricoltura) connesse con l'utilizzo di fuoco e acqua, attestate dalla presenza di piani di cottura e di sistemi per l'approvvigionamento e lo scarico delle acque.

### L'abbandono
È ragionevole supporre che il ruolo svolto dalla villa/mansio si esaurisca con il declino dei suoi proprietari: alla fine del II secolo d.C., in coincidenza con le ultime notizie sui Venulei, le strutture evidenziano dissesti e si verificano crolli importanti seguiti, nel corso del III secolo, da rifacimenti e interventi vari che però non restituiscono al complesso le funzionalità precedenti. Nuovi crolli portano al progressivo abbandono dell'area e alla sua sepoltura sotto una serie di strati di terra (fine III secolo d.C.). È solo in un momento successivo al IV secolo d.C. che si attestano le ultime frequentazioni a carattere agricolo: fase caratterizzata da numerose buche per pali di tettoie lignee e da tracce lasciate per l'impianto e l'espianto di essenze arboree.

## Il museo

### Il padiglione espositivo Guglielmo Lera
I resti dell'edificio lungo via Pietra a Padule sono oggi protetti da una tensostruttura in vetro e acciaio a creare una sorta di padiglione espositivo che ne permette la fruizione ottimale e grazie ad essa godono di una visibilità che non hanno mai avuto dalla scoperta, nel 1932. Pannelli didattici accompagnano il visitatore lungo un percorso che racconta i momenti essenziali della storia dell'edificio.

### I reperti
Speculare al padiglione espositivo e separata dal corso dell'asse viario principale, la struttura del nuovo museo insiste su parte dell'area di scavo, permettendo pertanto la salvaguardia in loco e contemporaneamente l'esposizione al pubblico delle fondamenta di parte della mansio.

All'interno, inoltre, è allestita la piccola selezione di reperti, testimonianza diretta di ciò che è stato portato in luce durante gli scavi a valle di Via Pietra a Padule.

I pochi ma significativi rinvenimenti ceramici (bucchero nero, ceramica a pasta grigia e a vernice nera), databili a partire dalla fine del VII-VI secolo a.C., attestano che l'area era frequentata anche prima che l'edificio fosse costruito.

La vita quotidiana all'interno di esso è documentata invece dal I fino almeno al VI secolo d.C. dal vasellame utilizzato in dispensa, in cucina e a tavola (ceramiche a pareti sottili, sigillate italiche, sud-galliche e africane, ceramiche comuni) e dalle lucerne, mentre i reperti architettonici (mattoni e mattonelle, tegole e coppi, chiodi in ferro e vetri) ci offrono elementi per immaginare anche ciò che della struttura non è più conservato: porticati sostenuti da colonne in laterizi, pavimenti a esagoni e a spina di pesce, tetti e solai in legno, finestre vetrate.